# Tita Abouganem
Tita Abouganem (nacida en El Espinal, Los Santos, Panamá; 29 de diciembre de 1925) es una enfermera y poetisa panameña. 
Cursó el primer y segundo grado de primaria en la escuela pública de El Espinal, pero completó la primaria en la Escuela Juan Vernaza en Guararé. Realizó su primer ciclo de secundaria en el Liceo de Señoritas y en 1946 se graduó de enfermera en la Escuela de Enfermería del Hospital Santo Tomás. Trabajó como enfermera por 32 años seguidos.
Como poetisa, publicó versos infantiles a partir de los 14 años. Es autora de Cascabeles (1976), Las coplitas de Betín, Concordia, La campana de oro (1977), El preguntón y Betín y su abuelo.